# Arenigobius
Genre
Arenigobius est un genre de poissons regroupant 3 des nombreuses espèces de gobies.

## Liste d'espèces
Selon ITIS (17 déc. 2015) et World Register of Marine Species (17 déc. 2015) :
- Arenigobius bifrenatus (Kner, 1865)
- Arenigobius frenatus (Günther, 1861)
- Arenigobius leftwichi (Ogilby, 1910)